# 莫罗西尼宫

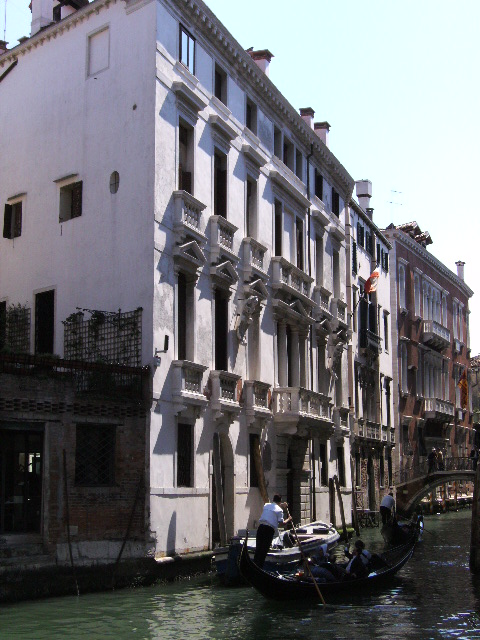

莫罗西尼宫（Palazzo Morosini del Pestrin；Palazzo Morosini）是威尼斯的一座17世纪宫殿，位于城堡区的至美圣玛利亚广场和圣若望及保禄广场。

## 历史
莫罗西尼宫由莫罗西尼家族建于十七世纪。
自2001年起，法国驻威尼斯领事馆设于此。